# دختر ابدی
دختر ابدی (انگلیسی: The Eternal Daughter) فیلمی درام معمایی محصول سال ۲۰۲۲ به نویسندگی، تهیه‌کنندگی و کارگردانی جوانا هاگ، با نقش‌آفرینی تیلدا سوینتن است. در این فیلم همچنین جوزف میدل، کارلی-سوفیا دیویس و آلفی سَنکی-گرین در نقش‌های مکمل حضور دارند.
دختر ابدی نخستین بار در در ۶ سپتامبر ۲۰۲۲ در هفتاد و نهمین دوره جشنواره بین‌المللی فیلم ونیز نمایش داده شد. این فیلم در ۲ دسامبر ۲۰۲۲ به‌وسیلهٔ ای۲۴ در ایالات متحده اکران شد.

## بازیگران
- تیلدا سوینتن در نقش‌های جولی و روزالیند[۴]
- جوزف میدل در نقش بیل
- کارلی سوفیا دیویس
- آلفی سَنکی-گرین

## تولید
در ۱۸ ژانویه ۲۰۲۱ اعلام شد که فیلمی مخفی به نویسندگی و کارگردانی جوانا هاگ با بازی تیلدا سوینتن به پایان رسیده‌است. در ۲۷ ژانویه ۲۰۲۱ تأیید شد که ای۲۴ حقوق توزیع جهانی را به دست آورده‌است.
این فیلم به‌طور مخفیانه در ولز و در طول دنیاگیری کووید-۱۹ فیلم‌برداری شد.

## انتشار
دختر ابدی نخستین نمایش جهانی خود را در هفتاد و نهمین دوره جشنواره بین‌المللی فیلم ونیز در ۶ سپتامبر ۲۰۲۲ انجام داد. نمایش دیگری از این فیلم همان ماه در جشنواره بین‌المللی فیلم تورنتو ۲۰۲۲ و شصتمین جشنواره فیلم نیویورک برگزار شد.

## بازخورد
در وبگاه جمع‌آوری نقد راتن تومیتوز، ٪۹۶ از ۷۱ بررسی منتقدان مثبت است و میانگینِ امتیاز آن ۷٫۷/۱۰ است. این فیلم در متاکریتیک که از میانگین وزنی استفاده می‌کند، بر اساس نظر ۲۶ منتقدین امتیاز ۷۹ از ۱۰۰ را کسب کرده که نشان‌گر «نقدهای عموماً مطلوب» است.